# Salto Torón
Salto Torón (también escrito Salto Torón Merú, o en pemón: Torón Merú) es una cascada o caída de agua en forma de escalera en el sector oriental del área protegida conocida como Parque nacional Canaima, que administrativamente hace parte del Municipio Gran Sabana del Estado Bolívar, parte del país suramericano de Venezuela. Tiene unos 75 metros de altura, sus aguas son afluentes del río Aponwao. Es accesible por vía terrestre y se encuentra en la ruta hacia Kavanayen.  